# Anton Philips

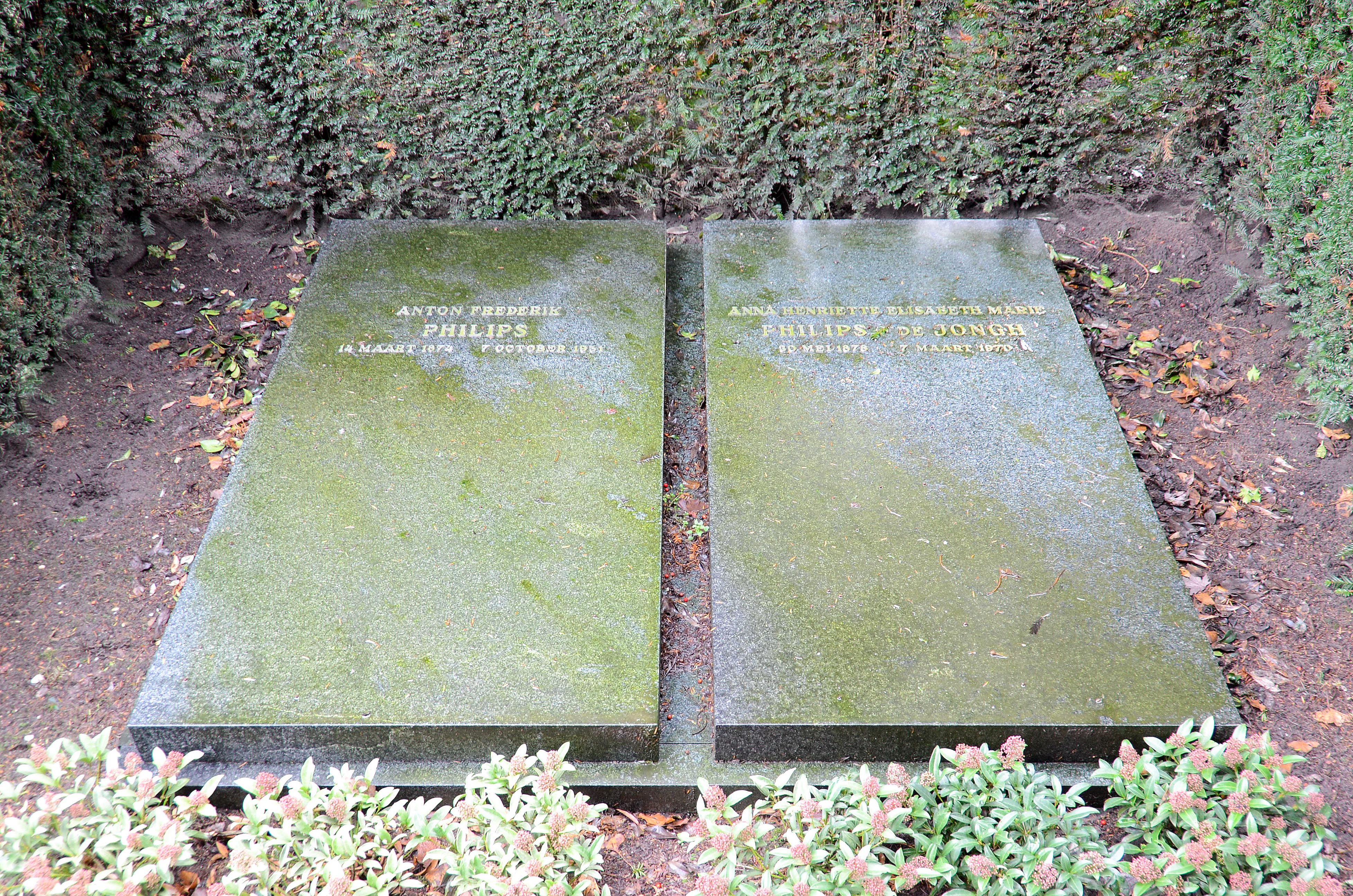
Graven van Anton Philips en Anna Philips-de Jongh, Gemeentelijke begraafplaats Woensel, Eindhoven

Anton Frederik Philips (Zaltbommel, 14 maart 1874 – Eindhoven, 7 oktober 1951) was een Nederlands ondernemer. Hij is de bouwer van het huidige Philips-concern. In de jaren dertig gaf hij de aanzet tot de ontwikkeling van Philips tot multinational.

## Leven en werk
Anton Philips werd geboren als de zoon van Frederik Philips en Maria Heyligers in een gezin waar hij de achtste van negen kinderen was. Zijn vader had goed geld verdiend in de tabakshandel. Als scholier was de jonge Philips geen succesnummer. Hij bleef zitten op de plaatselijke HBS en maakte de opleiding niet af. Op initiatief van zijn vader verhuisde hij op 17-jarige leeftijd naar Amsterdam om daar verder te studeren aan de Openbare Handelsschool, maar haakte daar na twee jaar af. Na bemiddeling van opnieuw zijn vader kreeg hij een baantje op de effectenbeurs van Amsterdam en daarna Londen. Het vak van handelaar leek meer op de jonge Philips toegesneden dan de rol van student.
Op twintigjarig leeftijd keerde Philips naar Eindhoven terug, waar zijn vader en broer Gerard een gloeilampfabriekje hadden opgericht. Anton kon aan de slag als verkoper. De gloeilamp was recent ontdekt en het aantal gebruikers was nog beperkt. Het jonge bedrijf moest vooral de concurrentie aangaan met grote Duitse bedrijven als AEG en Siemens & Halske. Anton Philips begon rond te trekken in Nederland, België en het westen van Duitsland en wist daar menig order voor de fabriek in de wacht te slepen die mede daardoor hard groeide.
Door zijn doortastende optreden wist hij het bedrijf uit te bouwen tot een grote onderneming. Anton was een harde onderhandelaar. Met kracht en inzet van zijn hele persoon heeft hij het bedrijf waarover hij sinds 1915 de scepter zwaaide, groot gemaakt.
In 1898 trouwde Anton met Anna de Jongh, dochter van Gerrit de Jongh, directeur Gemeentewerken van Rotterdam. Zij kregen 3 kinderen;
- Anna Philips (1899-1996), trouwt in 1925 met Frans Otten (1895–1969), latere bestuursvoorzitter van Philips, opvolger van Anton
- Frits Philips (1905-2005), opvolger van Frans Otten als voorzitter
- Henriëtte Anna Philips (1906-2007) trouwde in 1938 met Henk van Riemsdijk (1911–2005), opvolger van Frits.

In 1907 laat hij villa De Laak bouwen.
In de Eerste Wereldoorlog maakte hij handig gebruik van de boycot van Duitse producten in landen als Rusland, Frankrijk en het Verenigd Koninkrijk. De technisch superieure producten mochten niet meer geleverd worden in die landen en Philips slaagde erin daar een aanzienlijk marktaandeel te veroveren.
In juni 1928 werd hij in Rotterdam benoemd tot eredoctor in de handelswetenschappen.
Tijdens de Tweede Wereldoorlog vluchtte Anton Philips naar de Verenigde Staten, terwijl zijn zoon Frits toen het bedrijf vanuit Eindhoven leidde.

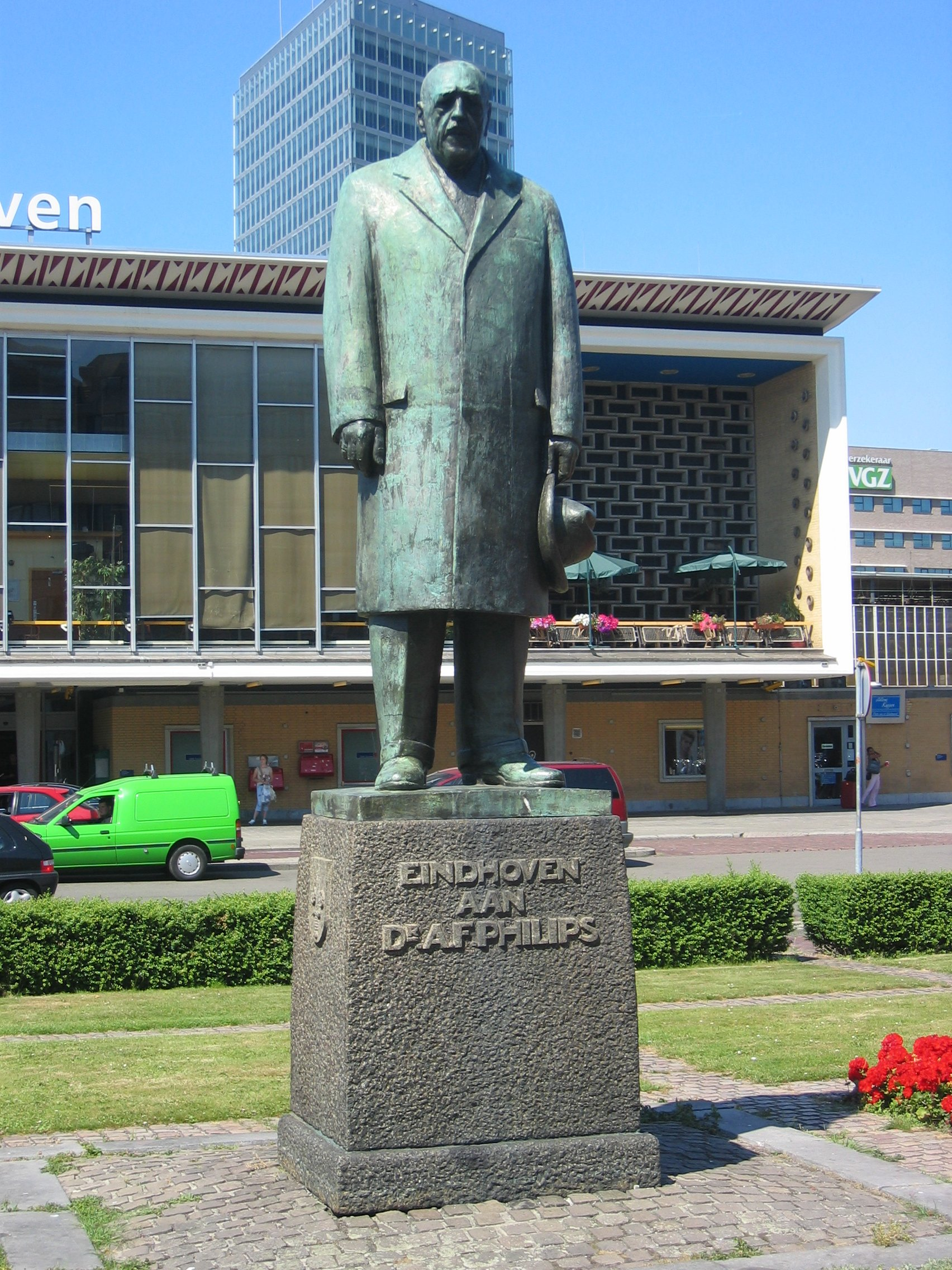
Standbeeld van Anton Philips voor Station Eindhoven Centraal, gemaakt door Oswald Wenckebach in 1951

## Trivia
- Philips was een achterneef van Karl Marx, de vader van het communisme. In de winter van 1863-64 bezocht Karl de familie in Zaltbommel en werkte daar aan Das Kapital.[2] Toen Philips met dit feit indruk trachtte te maken op Lenin om orders in de Sovjet-Unie binnen te halen zou deze hebben geantwoord "dat de heer Philips blijkbaar het boek Das Kapital óf niet gelezen óf niet begrepen had".[3]